# Palimna yunnana
Palimna yunnana là một loài bọ cánh cứng trong họ Cerambycidae.